# Mesobracon minor
Mesobracon minor är en stekelart som beskrevs av Charles Thomas Brues 1926. Mesobracon minor ingår i släktet Mesobracon och familjen bracksteklar. Inga underarter finns listade i Catalogue of Life.